# 플럭손
플럭손(영어: fluxon)은 전자기 선속의 양자이다. 이론물리학에서 플럭손은 전기와 자기 선속의 구성 입자이다. 플럭손은 중간자와 흡사하며 그들은 선속의 방향으로 흐름을 형성한다.
초전도체에서 플럭손은 초전도 상태에 의해 둘러싸인 보통 상태의 작은 단결정이다. 초전류는 그 중심 주위로 회전한다. 그러한 단결정과 그 주위를 통과하는 자기장은 런던 침투 깊이{\displaystyle \lambda _{L}} ({\displaystyle \sim 100} nm) 정도의 크기를 지니며 양자 전기역학의 자기 퍼텐셜의 위상 특성 때문에 양자화된다.
자성 유체 역학 모델링에서 플럭손은 양자화된 자기장 선으로 모델 속의 국부 다발 속의 자기 선속의 유한한 양을 나타낸다. 플럭손 모델은 자기장의 위상기하를 보존하게 설계되어 있으며 오일러 모델 속에 수치 저항을 극복한다.